# Bizzarrini 5300 GT
La Bizzarrini 5300 GT Strada è un'autovettura realizzata dalla Bizzarrini nel 1965.

## Sviluppo
Nel 1964 Giotto Bizzarrini lavorava presso la Iso Rivolta, per la quale progettò la Iso Grifo. Di questo modello egli voleva costruirne una versione da competizione, ma a causa del rifiuto dell'azienda egli decise di mettersi in proprio e di costruirsela da sé. Per ottenerne l'omologazione da gara serve però che ne siano prodotti diversi esemplari stradali, e da qui nasce la 5300 GT nel 1965. La produzione terminò nel 1969 dopo la costruzione di 133 esemplari.

## Tecnica
Il design si ispirava a quello realizzato da Giorgetto Giugiaro per la Iso Grifo A3C. Oltre alle versioni da corsa, esisteva una versione più spartana e una più arricchita negli interni con comfort aggiuntivi quali radio e aria condizionata. Negli interni il piano di seduta era rasoterra e la posizione di guida semi-sdraiata. Il sedile non era regolabile, ma veniva costruito su misura per il pilota direttamente in fabbrica. Al centro della plancia vi era un voluminoso tunnel di trasmissione dal quale emergeva una corta leva del cambio. Nella versione spartana gli strumenti principali, tachimetro, contagiri e livello benzina, si trovano al centro della plancia rivestita in pelle, in corrispondenza del tunnel mentre davanti al guidatore sono collocati i tre indicatori secondari: temperatura olio, pressione olio e temperatura acqua. Diversamente, la versione equipaggiata con comfort aveva quasi tutta la strumentazione raggruppata di fronte al guidatore, dietro il volante in una massiccia consolle di legno. La radio generalmente veniva posta di fronte al passeggero o sopra il tunnel centrale. La vettura era mossa da un V8 di derivazione Chevrolet da 5.385cc con rapporto di compressione 11:1, alimentato da un carburatore quadricorpo Holley che sviluppava la potenza di 365 cv. Il cambio era un Borg-Warner manuale a 4 velocità. I rapporti erano montati su precisa richiesta della clientela che poteva scegliere tra due trasmissioni. La 5300 GT accelerava da 0/100 Km/h in poco meno di 6.5 secondi e la velocità massima era di 250 Km/h con trasmissione corta mentre con trasmissione lunga si potevano raggiungere i 280 Km/h. In seguito, Bizzarrini commercializzò una modifica per le proprie vetture ed era divenuta abitudine dei clienti aggiornare i propri bolidi per renderli ancora più veloci e performanti. Si tratta di un collettore speciale per l'applicazione di 4 carburatori Weber 45 DCOE doppio corpo e di camme con diversi profili. Il kit permetteva alla Bizzarrini di raggiungere i 400cv e viaggiare a circa 300 Km/h. Infatti si può trovare il kit su vetture sia da competizione sia stradali.